# Louis de Cazenave
Louis de Cazenave (Saint-Georges-d'Aurac, 16 de octubre de 1897 - Auvernia, 20 de enero de 2008) fue un militar francés, uno de los dieciocho combatientes de la Primera Guerra Mundial que quedaban con vida a comienzos del siglo XXI. 
De Cazenave ingresó en ejército francés como soldado de infantería en 1916 y sobrevivió tanto a la Batalla del Somme en 1916 como a la Segunda Batalla de Aisne un año más tarde, dos de los episodios más sangrientos de la Primera Guerra Mundial. Tras la guerra, rechazó una medalla y se dedicó a hablar enérgicamente sobre los horrores de las batallas. Definió el patriotismo como una "una forma de hacer que la gente se trague cualquier cosa", y a la guerra como absurda e inútil. Pero finalmente fue premiado con la Legión de Honor civil en 1999.
Falleció el 20 de enero de 2008 a los 110 años de edad en su hogar de Auvernia, en Francia. El 16 de octubre del año anterior había llegado a supercentenario. De Cazenave se negó a la oferta de un funeral de Estado, pues dijo que mostraría una falta de respeto a las víctimas de la guerra que nunca tuvieron el mismo honor.
Después de su fallecimiento, el 20/1/2008, el último combatiente de la Primera Guerra Mundial francés que quedaba con vida era Lazare Ponticelli que murió a los casi dos meses, en marzo de 2008, con 110 años.